# Етелфе
Етелфе (фр. Etelfay) насеље је и општина у североисточној Француској у региону Пикардија, у департману Сома која припада префектури Мондидје.
По подацима из 2011. године у општини је живело 393 становника, а густина насељености је износила 48,4 становника/km². Општина се простире на површини од 8,12 km². Налази се на средњој надморској висини од 105 метара (максималној 110 m, а минималној 88 m).

## Демографија
| 1962. | 1968. | 1975. | 1982. | 1990. | 1999. | 2011. |
| ----- | ----- | ----- | ----- | ----- | ----- | ----- |
| 260   | 284   | 250   | 261   | 362   | 391   | 393   |

График промене броја становника у току последњих година